# 长甸站
长甸站位于辽宁省丹东市宽甸满族自治县，为凤上铁路上的一个火车站。距离凤凰城站143公里，上河口站11公里，隶属中国铁路沈阳局集团管辖。

## 始发车次
资料日期，2009年11月18日
| 開出時間 | 車次編號 | 目的地 | 列車等級 | 行車時間 | 空調 |
| -------- | -------- | ------ | -------- | -------- | ---- |
| 5:40     | 4326     | 沈阳   | 普快     | 7:54     |      |
| 12:40    | 6374/1   | 丹东   | 普客     | 6:05     |      |

1. ↑  铁道部电子计算技术中心, 铁道部运输局. . 北京: 中国铁道出版社. 1998: 135. ISBN 9787113030995.